# Galeria Bezdomna

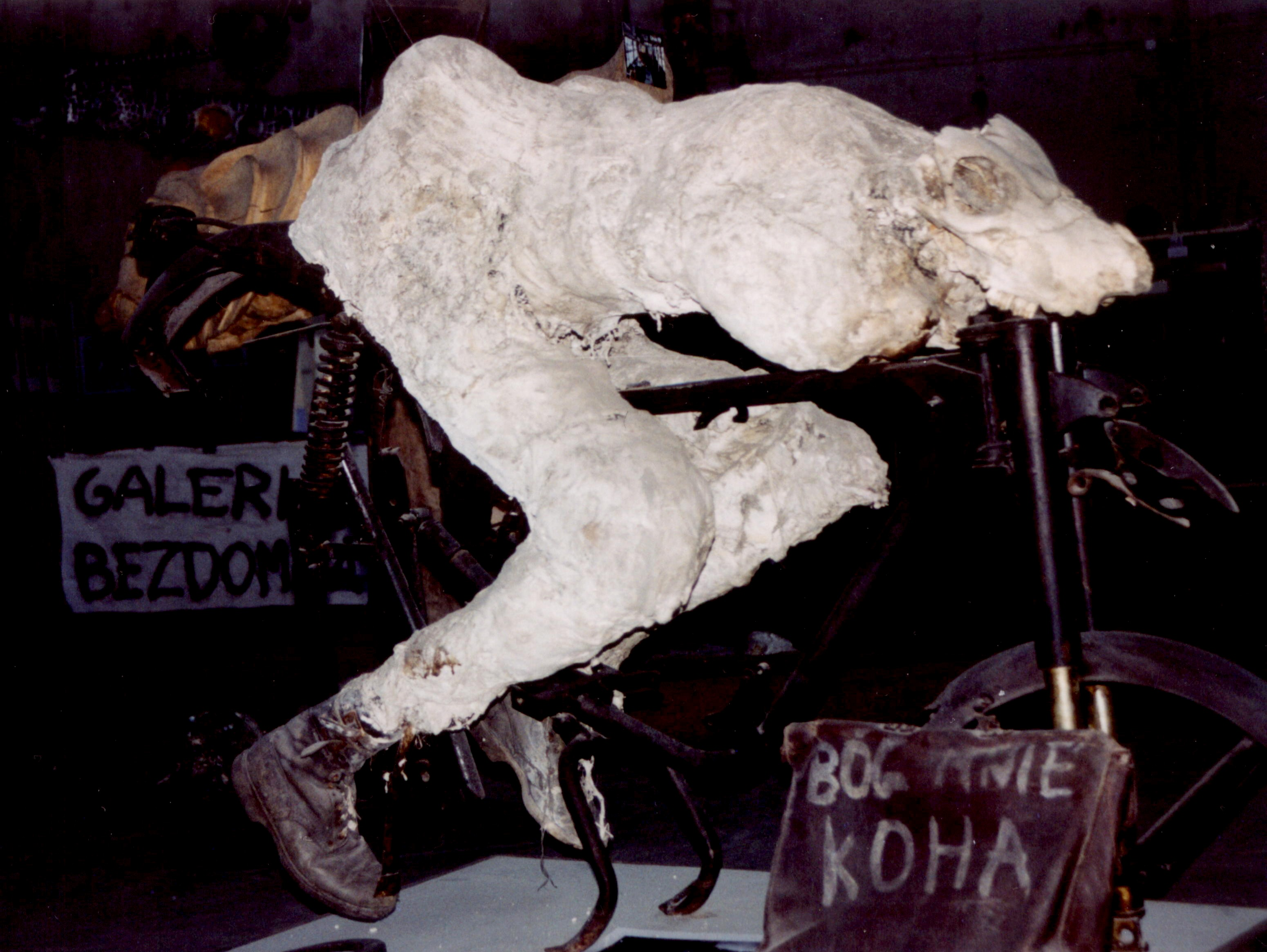
Galeria Bezdomna w "Szybie Wilson"

Galeria Bezdomna – pomysł prezentacji fotograficznych w pustostanach, opuszczonych fabrykach, pomieszczeniach przeznaczonych do remontu, udostępnianych za darmo na kilka dni, tygodni; wystawa odbywa się bez preselekcji i bez narzucania tematu czy kształtu prezentacji, a każdy z twórców w dniu prezentacji sam znajduje sobie w pomieszczeniu interesujący go kawałek przestrzeni, sam wiesza zdjęcia i aranżuje pokaz, sam też zaprasza gości i organizuje wernisażowy poczęstunek; inicjatywa fotografików Tomasza Sikory i Andrzeja Świetlika.
Poza fotografiami w Galerii Bezdomnej działają także osoby zajmujące się rzeźbą, a w szczególności prezentujące własne instalacje. Forma Galerii Bezdomnej jest otwarta. Osoby działające w tej grupie zachęcają innych twórców do współtworzenia Galerii poprzez przyjazd w miejsce następnego wernisażu i zaprezentowania własnych prac.
Przykładem Galerii Bezdomnej (patrz fotografia obok) jest galeria otwarta w 1998 roku w budynkach zamkniętego szybu Wilson należącego kiedyś do kopalni Wieczorek.